# ラージ・シング
ラージ・シング（Raj Singh, 1629年9月24日 - 1680年10月22日）は、北インドのラージャスターン地方、メーワール王国の君主（在位：1652年 - 1680年）。

## 生涯
1629年9月24日、メーワール王国の君主ジャガト・シングの息子として、ウダイプルで誕生した。
1652年4月、父ジャガト・シングが死亡したことにより、王位を継承した。
1678年12月、同じラージプートのマールワール王国で君主ジャスワント・シングが死亡し、継嗣がいなかったため、翌年1月に同国はムガル帝国の皇帝アウラングゼーブによって併合された。ラージ・シングは相続問題などラージプート内部の問題に関して、アウラングゼーブの介入を強く否定していた。
そのうえ、1679年2月になってジャスワント・シングの未亡人が継嗣アジート・シングを出産して後継者が出来たこと、また同年4月にアウラングゼーブが100年以上廃止されてきたジズヤを復活したことも相まって、ラージプートらの間では不満が醸成されていった。
同年7月、アジート・シングを擁するマールワール王国のドゥルガー・ダースなどのラージプートらが、帝国に対して反乱を起こした。アウラングゼーブは強大な軍隊を招集したのちアジュメールに進軍し、その反乱を破り、ジョードプルを占拠した。
このとき、ラージ・シングはマールワール王国を支援するため、自身の武将の一人に指揮させた5,000人の兵士から成る一軍を派遣していた。また、敗れたドゥルガー・ダースがアジート・シングを連れメーワール王国に逃げてきた際、彼は秘密の隠れ家を提供した。
そのため、同年11月にアウラングゼーブはメーワール王国とも戦端を開き、その強力な分遣隊がウダイプルに到着し、王の軍営を襲った。そして、1680年1月にウダイプルとチットールガルは帝国によって占領された。
だが、ラージ・シングは丘陵地帯奥深くに入り、ゲリラ戦に持ち込もうとした。そのため、ムガル帝国は丘陵地帯に入り込むことも、ラージプートのゲリラ戦法に対処することもできず、戦争は膠着した。
1680年10月22日、ラージ・シングは戦争のさなか、クンバルガルで病没した。死後、息子のジャイ・シングが王位を継承した。